# Tunnel du Petit Brion
Ne doit pas être confondu avec le Tunnel du Grand Brion, un tunnel ferroviaire.
Pour l’article homonyme, voir Petit Brion.
Le tunnel du Petit Brion est un tunnel routier de France situé sur la commune de Vif, en Isère. Creusé sur les flancs du Petit Brion, il est traversé par l'axe nord de l'autoroute A51, et permet de faire la liaison entre la plaine de Reymure, le viaduc de La Rivoire puis le péage du Crozet.
Il est le 94e plus long tunnel routier de France.

## Situation routière
Le tunnel se situe sur la partie nord de l'autoroute A51 reliant Grenoble à Marseille via Gap, au kilomètre 8 entre les ouvrages du tunnel d'Uriol et du viaduc de La Rivoire. Il s'inscrit dans la portion d'autoroute entre la sortie no 12 et no 13.

## Histoire

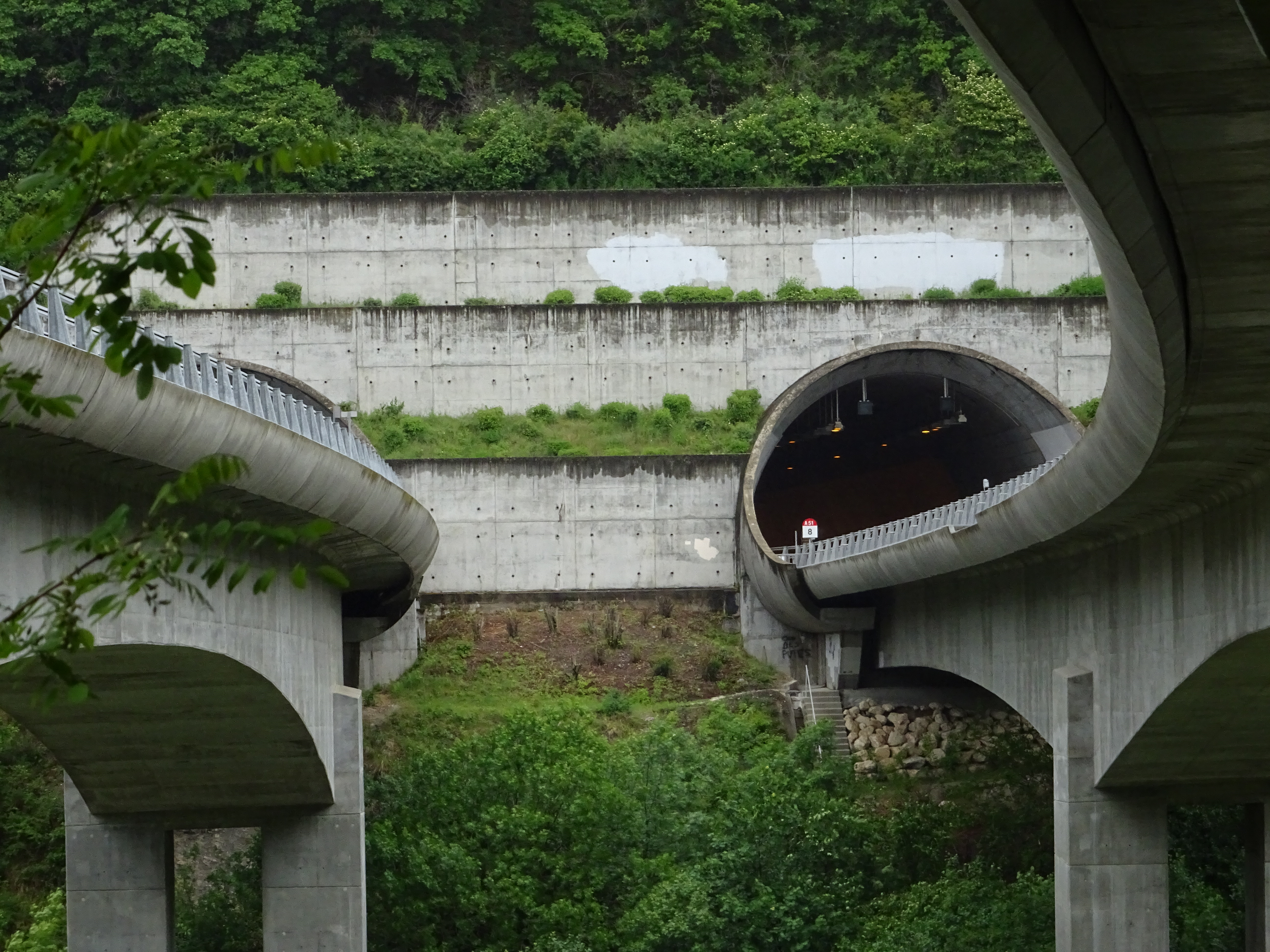
L'entrée sud du tunnel, qui donne sur le viaduc de La Rivoire.

Le tunnel du Petit Brion est creusé dans le cadre de la construction de l'axe nord de l'autoroute A51, dite « autoroute du Trièves », entre Grenoble et Monestier-de-Clermont.
Les travaux ont débuté en 1995, par la méthode de percement à l'explosif, et se sont achevés en août 1998. L'ouverture du bras d'autoroute et la mise en service du tunnel se sont faites en 1999.

## Caractéristiques
D'une distance de 595 mètres, le tunnel a un profil intérieur de 8,50 m x 4,50 m.